# K. K. 다우닝
K. K. 다우닝(영어: K. K. Downing, 1951년 10월 27일 ~ )은 영국의 음악가, 헤비 메탈 밴드 주다스 프리스트의 공동창업자, 작가다.

## 어린 시절 및 경력
다우닝은 웨스트미들랜즈 웨스트브로미치에서 태어났다. 1960년대 후반, 그는 록 음악과 기타에 대한 열정을 키웠고, 이것은 그가 15살에 집에서 쫓겨나고 곧 학교를 그만두게 만들었다. 그는 대부분 독학으로 기타를 배웠다. 그는 지미 헨드릭스의 영향을 많이 받았는데, 다우닝은 그가 미래로 "매우 빨리 인식한다"고 말했다. 그는 또한 존 메이올 & 더 블루스브레이커스와 에릭 클랩튼의 영향을 받았다.
다우닝은 그의 두 번째 사촌 베이시스트 브라이언 배드햄스(현재 엘키 브룩스 밴드와 함께)와 드러머 마틴 필립스와 함께 17살에서 18살 사이에 스테이지코치라고 불리는 그의 첫 번째 밴드를 시작했다. 트리오는 "주로 크림 노래 몇 곡과 12바 블루스 몇 곡"을 방해했다. 다우닝은 "그의 침실에서 누가 기타와 베이스를 연주할지 보기 위해" 배드햄스와 동전 던지기에서 우승한 후 밴드와 기타를 연주했다. K. K. 다우닝은 케이터링 대학을 다녔고 해글리에 있는 리텔톤 암스에서 수습 주방장으로 일했다.
다우닝은 키스 다우닝 축구 코치의 사촌이다.

## 음반 목록

### 주다스 프리스트
- Rocka Rolla (1974)
- Sad Wings of Destiny (1976)
- Sin After Sin (1977)
- Stained Class (1978)
- Killing Machine (1978)
- British Steel (1980)
- Point of Entry (1981)
- Screaming for Vengeance (1982)
- Defenders of the Faith (1984)
- Turbo (1986)
- Ram It Down (1988)
- Jugulator (1997)
- Demolition (2001)
- Angel of Retribution (2005)
- Nostradamus (2008)